# Беркино (Московская область)
Беркино — деревня в Волоколамском районе Московской области России. Относится к Ярополецкому сельскому поселению, до реформы 2006 года относилась к Волоколамскому сельскому округу.

## Расположение
Деревня Беркино расположена примерно в 4 км к западу от центра города Волоколамска, на левом берегу реки Селесни (бассейн Иваньковского водохранилища). В деревне одна улица — Беркинская 1-я, зарегистрировано одно садовое товарищество. Ближайшие населённые пункты — деревни Ананьино и Посаденки.

## Название
Впервые упоминается в материалах Генерального межевания в 1784 году как деревня Беркина. В более поздних источниках встречается также название Биркино. Название происходит от славянского личного имени Берка или Бирка.

## Население
| 1852 | 1859 | 1926 | 2002 | 2006 | 2010 | 2013 |
| ---- | ---- | ---- | ---- | ---- | ---- | ---- |
| 96   | ↘94  | →94  | ↘2   | ↘0   | ↗7   | ↗10  |
| 2014 | 2015 | 2016 |      |      |      |      |
| ↘9   | ↗10  | →10  |      |      |      |      |

## Исторические сведения
В «Списке населённых мест» 1862 года Беркино (Биркино) — владельческая деревня 1-го стана Волоколамского уезда Московской губернии по правую сторону Рузского тракта (от города Волоколамска в Рузу), в 4 верстах от уездного города, при речке Селянке, с 14 дворами и 94 жителями (44 мужчины, 50 женщин).
По данным на 1890 год входила в состав Тимошевской волости Волоколамского уезда, число душ мужского пола составляло 45 человек.
В 1913 году — 22 двора.
По материалам Всесоюзной переписи населения 1926 года — деревня Лудино-Горского сельсовета, проживало 94 жителя (45 мужчин, 49 женщин), насчитывалось 20 крестьянских хозяйств.
С 1929 года — населённый пункт в составе Волоколамского района Московской области.